# نوكيا 101

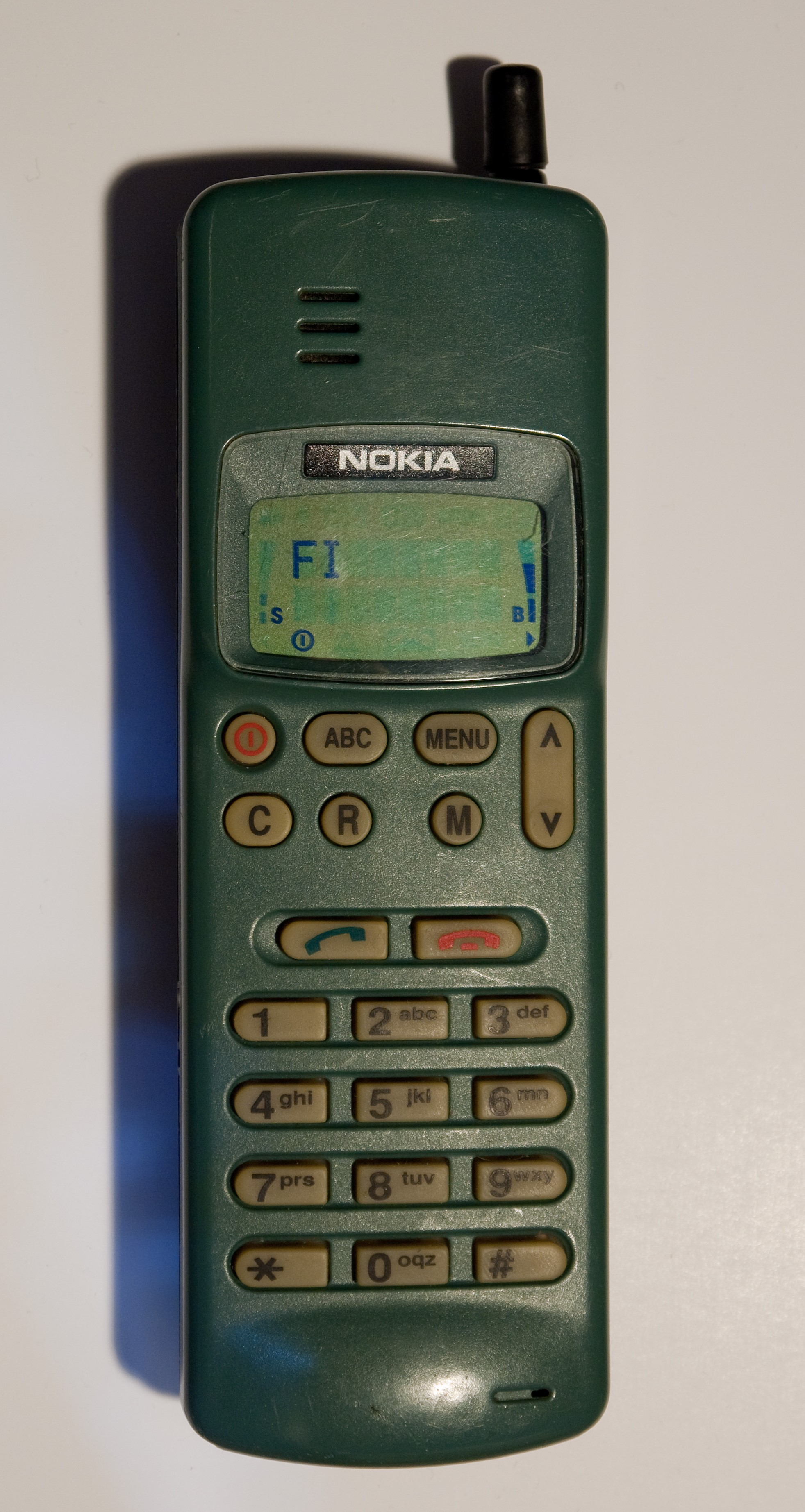

نوكيا 101 هو أحد أجهزة نوكيا، شركة الهواتف والتقنية النقالة. يأتي هذا الجهاز مع شاشة نوعها ذو لون واحد (مونوكروم). تم إصدار هذا الجهاز في 1992. أما بالنسبة لوضعية إنتاجه الحالية فلم يعد يتم إنتاجه. تقنيته/تردده هي NMT. جيل الجهاز هو غير معروف. عامل الشكل (التصميم). تطورت شركة نوكيا وأصبحت تصنع جهاز 3310 ومن بعدها جهاز 1110 وتم تطويرها حتى أصبحت الاجهزة بشاشة ملونة ومن ثمة إضافة تقنية التصوير والبلوتوث.
تطورت شركة نوكيا أصبحت تنتج هواتف نقالة ذات جودة عالية